# Alex (football, juillet 1977)
Pour les articles homonymes, voir Alex.
Alessandro dos Santos (三都主アレサンドロ, Santosu Aresandoro), dit Alex, né le 20 juillet 1977 à Maringá (Paraná), est un joueur de football japonais d'origine brésilienne.

## Biographie
Alex quitte le Brésil pour le Japon à l'âge de 16 ans pour faire ses études. Après les avoir finies, il signe pour Shimizu S-Pulse en 1997. En 2001, il devient un citoyen japonais. Il est sélectionné pour l'équipe du Japon pour la première fois en 2002, devenant ainsi le troisième joueur né à l'extérieur à jouer pour le Japon, après Ruy Ramos et Wagner Lopes. Il joue son premier match international le 21 mars 2002 contre l'Ukraine. Alex faisait partie de l'effectif pour la Coupe du monde 2002.
En janvier 2004, Alex quitte Shimizu pour Urawa Red Diamonds. Il fait partie de l'équipe du Japon de football à la coupe du monde 2006.
En 2009, Alex quitte Urawa pour Nagoya Grampus.

## Palmarès
- Coupe d'Asie des nations 2004
- Coupe d'Asie des vainqueurs de coupe 1999
- Championnat du Japon 2010
- Coupe du Japon
- Supercoupe du Japon 2002 et 2011
- J-League meilleur joueur 1999
- J-League meilleur onze 1999.